# Lamatumbá
Lamatumbá es un grupo musical gallego nacido en marzo de 1998 que combina multitud de estilos, cuyo eje es un sonido fiestero y verbenero. Hasta la fecha han publicado un total de cuatro discos de estudio, y actúan con frecuencia en escenarios gallegos y peninsulares. Desde hace unos años se les considera uno de los mayores exponentes de la música gallega.

## Miembros
- Sergio "Trosma" - voz y silbidos
- Rafita "Abuelo" - guitarra eléctrica
- Benja - trompeta
- Txitxas - batería
- Puntxa - percusión
- Pedro "Perdidito" - bajo
- Tonhito "Moucho" - guitarra
- Iván "Paquito de" Varela - saxo
- Ángel "Gafas" - saxo y clarinete

## Discografía
- 2001 - Pachangüílanuí (Xingreirae)
- 2005 - Lume (para que saia o sol) (Falcatruada)
- 2008 - Paraugas universal (PAI-música)
- 2010 - A órbita da banda hipnótica (Discmedi)